# Президентские выборы в Чечне (2003)
Президентские выборы 2003 года в Чечне состоялись 5 октября. Победу на них одержал Ахмат Кадыров.

## Подготовка к выборам
4 июля Владимир Путин подписал Указ № 729 «О выборах первого президента Чеченской Республики». Выборы назначены на 5 октября 2003 года.
Для участия в выборах зарегистрировались 14 человек, среди которых были такие известные кандидаты, как Асламбек Аслаханов, Малик Сайдуллаев, Умар Джабраилов (согласно другим источникам, в выборах принял участие родной брат Джабраилова Хусейн), Абдулла Бугаев.
Глава московской чеченской диаспоры и заслуженный юрист России Абдулла Хамзаев отрицательно высказался о выборах:

Я бы не тратил такие усилия на изыскания для Чечни новых правителей из якобы авторитетных в моём народе людей или по какому иному, но тоже сомнительному принципу<...>. Когда Путина выбирали, все говорили: «Вот теперь в республике порядок наведёт!» Но как был бардак, так и остался. Никто военных уже не остановит, пока войска не выведут из Чечни.
Перед выборами было распространено мнение, что целью властей была победа Кадырова. Но, согласно опросам, против его кандидатуры возражал 61 % опрошенных. Накануне выборов в Чечне было зарегистрировано примерно 200 тысяч лиц, имеющих право голоса. Кроме того, в республике дислоцировались, по официальным данным, 70 (по неофициальным — вдвое больше) тысяч военнослужащих федеральных сил. Высказывались опасения, что этот электоральный ресурс будет использован властью для получения нужного результата выборов.
Верховный суд Чечни снял с президентской гонки Малика Сайдулаева за нарушения, допущенные при сборе подписей избирателей в свою поддержку. Джабраилов также снял свою кандидатуру. В августе 2003 года Асламбек Аслаханов стал советником президента России. Согласно некоторым источникам, основные конкуренты Кадырова в борьбе за высший пост в республике выбыли из неё благодаря усилиям местных и федеральных властей. Поэтому результат выборов был заранее предопределён.

## Выборы
После проведения выборов было объявлено о победе в них Ахмата Кадырова.
Большинство наблюдателей сочли, что эти выборы не являются честными и свободными. Высказывались мнения, которые оценивали выборы не как волеизъявление народа, а как кремлёвское назначение через выборную процедуру. Также говорилось, что самого Кадырова «воспринимают не как президента Чечни, а скорее как резидента Москвы». Результаты мониторинга, проведённого Московской Хельсинкской группой, позволили ей утверждать, что сообщения Центризбиркома о высокой явке избирателей не соответствуют действительности. Серьёзные нарушения, выявленные в ходе выборов, позволяют усомниться в официальных результатах. Также в ходе выборов властью широко использовался административный ресурс.
Мировой Социалистический сайт назвал выборы «голосованием под дулами автоматов». Правозащитники назвали выборы незаконными, противоречащими российскому законодательству и международному праву, прямо запрещающим проведение голосования на территории, охваченной боевыми действиями, фактически в условиях чрезвычайного положения. Выборы в таких условиях создают дополнительные юридические и политические препятствия для реального процесса мирного урегулирования и провоцируют эскалацию военных действий.
Выборы проходили в условиях беспрецедентного давления со стороны военных и гражданских властей. Доказательством этого стал итоговый список кандидатов, из которого были исключены самые серьёзные оппоненты кремлёвского избранника.
Напротив, обозреватель Николай Кононов высказал мнение, что избрание Кадырова положило конец периоду безвластия в мятежной республике и Чечня вполне осознанно стремится «жить по законам, а не по понятиям».
По данным чеченского избиркома, Хусейн Бийбулатов набрал 8 244 голоса, что составляет 1,65 % от общего числа избирателей, принявших участие в голосовании. За Абдуллу Бугаева проголосовали 28 823 избирателя (5,77 %), Шамиля Бураева — 19 694 (3,95 %), Ахмада Кадырова — 403 490 (80,84 %), Николая Пайзулаева — 4 387 (0,87 %), Кудуса Садуева — 7 667 (1,54 %), Авхата Ханчукаева — 2 688 (0,54 %). Против всех кандидатов проголосовали 12 906 избирателей, что составило 2,59 % от общего числа участников голосования.